# Friarton Island
Friarton Island eller Moncreiffe Island är en ö i Tay i Perth and Kinross, Skottland. Ön har 3 invånare (2011).